# Mathias Znidarec
Mathias Znidarec (* 1983 in Darmstadt) ist ein deutscher Schauspieler und Regisseur.

## Leben
Mathias Znidarec wuchs in Darmstadt auf und besuchte dort die Justus-Liebig-Schule. 2000 begann er seine Theaterlaufbahn im Jugendclub des Staatstheaters Darmstadt. Er studierte Schauspiel am Max-Reinhardt-Seminar in Wien, wo er in Philipp Hauß’ Inszenierung von Elfriede Jelineks Bambiland spielte, die 2007 den Vontobel-Preis des 18. Schauspielschultreffens gewann. Im Anschluss an das Studium war er von 2007 bis 2011 am Berliner Ensemble engagiert, wo er unter anderem mit Peter Stein, Claus Peymann, Robert Wilson und Martin Wuttke arbeitete.
Von 2011 bis 2014 war er Ensemblemitglied am Theaterhaus Jena. Er spielte dort den Faust in einer Inszenierung von Moritz Schönecker, die zum Festival Radikal jung in München eingeladen wurde, und u. a. in Inszenierungen von Johanna Wehner und Samuel Hof. Zudem arbeitete er mit freien Gruppen wie copy&waste und Theater Kantine aus Berlin. In Jena begann seine Arbeit als Regisseur mit einer Bearbeitung des Dostojewski-Romans Weiße Nächte, einer Inszenierung von Tschechows Der Bär und einer Stückentwicklung mit dem Titel Die Disziplinaranstalt.
Seit der Spielzeit 2014/15 ist er am Staatstheater Darmstadt engagiert; hier spielte er in Inszenierungen von Christoph Frick, Katrin Plötner, Christoph Mehler, Gustav Rueb, Juliane Kann und Marcus Lobbes. Außerdem setzte er seine Arbeit als Regisseur mit Inszenierungen von Präsidentinnen (Werner Schwab) und „Indien“ (Josef Hader, Alfred Dorfer in einer Fassung von David Gieselmann) fort. Im Sommer 2018 war er bei den Bad Hersfelder Festspielen zu sehen.
Mathias Znidarec ist regelmäßig im deutschen Fernsehen zu sehen, u. a. 2019 und 2021 in Der Staatsanwalt (ZDF), 2017 in Hit Mom (ARD) und 2020 in Die Rentnercops (ARD). Außerdem war er Hörspielsprecher für den Hessischen Rundfunk.
Er ist Mitglied des Kollektivs „Delirious Productions“, mit dem er am Theaterhaus Jena die Inszenierung „Delirious Jena“ entwickelte und 2021 die Hörspielproduktion „Taumel“, die im SRF2 Kultur ausgestrahlt wurde. Im Jahr 2025 spielte er in einer Hauptrolle im Kinofilm Bernd – Operation Germanenkind.

## Hörspiele (Auswahl)
- 2010: Matthias Grübel, Jörg Albrecht: Working Girls – Regie: Matthias Grübel, Jörg Albrecht (Original-Hörspiel – SWR)
- 2021: Arne Köhler: Kreuz und quer Piraten hinterher. Mit Bjarne Mädel und Oliver Mommsen auf zur Piratta! – Regie: Hans Helge Ott (Originalhörspiel, Kinderhörspiel – HR/NDR)